# Óscar González Brea
Óscar González Brea, nascido em 28 de fevereiro  de  1992 em A Estrada, é um ciclista espanhol, membro da equipa Super Froiz.

## Biografia
Durante o ano 2014, Óscar González Brea distingue-se resultando Campeão da Espanha do contrarrelógio esperanças, ante os seus compatriotas Juan Camacho e Marc Soler. É igualmente sagrado campeão da Galiza Esperança nesta disciplina, e termina terceiro da Volta a Portugal do Futuroe quinto da Volta a Castelló. No mês de agosto, está convocado na equipa nacional para disputar o Tour de l'Avenir.
Passa a profissional a contar da temporada de 2015, nas fileiras da equipa continental portuguesa Efapel. Para os seus começos a este nível, ocupa principalmente um papel de jogador para seus líderes, e toma sobretudo o 28.º posto da Volta a Castela e Leão no circuito profissional. Em 2016, está contratado pela formação Sporting-Tavira.
Após um ano perturbado por múltiplos problemas físicos, volta nas faixas amadoras em 2018, nas fileiras da sua antiga formação Super Froiz.

## Palmarés e classificações mundiais

### Palmarés em estrada
- 2012
  - Campeão da Galiza em estrada esperanças
  - Campeão da Galiza da contrarrelógio esperanças
- 2014
  -  Campeão da Espanha do contrarrelógio esperanças
  - Campeão da Galiza da contrarrelógio esperanças
  - 3.º da Volta a Portugal do Futuro
- 2018
  - Campeão da Galiza do contrarrelógio por equipas
  - Volta a Leão :
    - Classificação geral
    - Prólogo, 3.º e 4. ª etapas

  - Classificação geral da Volta a Cantábria
    - 1.ª etapa da Volta a Galiza (contrarrelógio por equipas)

### Classificações mundiais
| Ano             | 2014   | 2015 | 2016 | 2017 | 2018  |
| UCI Europe Tour | 561.º. |      |      |      | 1 849 |